# Волков, Владимир Михайлович (физиолог)
Владимир Михайлович Волков (1928—1998) — советский и российский физиолог, доктор медицинских наук, профессор Смоленского государственного института физической культуры.

## Биография
Владимир Михайлович Волков родился 3 ноября 1928 года в городе Смоленске. После окончания средней школы поступил в Государственный центральный институт физической культуры. Окончил его в 1951 году. В 1955 году защитил диссертацию на соискание учёной степени кандидата биологических наук на тему: «К механизму непродолжительных ухудшений спортивной мышечной работы : диссертация». В 1962 году окончил Смоленский государственный педагогический институт, после чего остался в нём работать. В 1970 году защитил докторскую диссертацию. Был профессором, затем заведующим кафедрой физиологии Смоленского государственного института физической культуры.
В общей сложности Волков опубликовал более 150 научных работ. Основная тема научных исследований — вопросы физиологии спорта. Под руководством Волкова было защищено 14 кандидатских диссертаций. Избирался членом-корреспондентом Российской академии естествознания.
Умер 10 марта 1998 года, похоронен на Новом кладбище Смоленска.

## Награды
- Заслуженный работник физической культуры РСФСР (27 января 1988 года);
- Медали.